# Jef van de Vijver
Johan "Jef" van de Vijver (Teteringen, Breda, 22 d'agost de 1915 - Roosendaal, 20 de febrer de 2005) va ser un ciclista neerlandès, que s'especialitzà en el ciclisme en pista, concretament en la Velocitat. Va aconseguir tres medalles, dues d'elles d'or, als Campionats del Món de la modalitat, totes elles com amateur.

## Palmarès
- 1937
  -  Campió del Món de velocitat amateur
- 1938
  -  Campió del Món de velocitat amateur